# Telefoontik
De telefoontik of puls is de klassieke manier om de kosten van telefoneren te registreren en te factureren. Deze tikken werden in Nederland tot 1 januari 2002 doorgegeven en konden in een huishouden geregistreerd worden door een tikkenteller. Men onderscheidt de technische aspecten en de financiële aspecten van de telefoontik.

## Techniek
De telefoontik op een klassieke telefoonlijn is gebaseerd op een korte puls wisselspanning op beide aders van de telefoonverbinding. Door op beide aders dezelfde spanning te zetten, hoort de beller (in principe) niets. In de klassieke teller zit een elektromagneet die hierdoor wordt bekrachtigd en het displaywiel van de teller wordt één stap verhoogd.
De kostenteller werd vroeger ook in alle openbare telefooncentrales gebruikt. Aan het einde van de factuurperiode werd een foto gemaakt van alle tellers. Deze foto diende als basis voor de facturering van de telefoontik. In plaatsen waar meerdere mensen één telefoonlijn deelden, zoals studentenhuizen, werd de kostenteller gebruikt voor de juiste toerekening.

## Financieel
De telefoontik omvat een vast bedrag (bijvoorbeeld 15 cent). Ieder gesprek begon vroeger met een startpuls, waarmee de eerste eenheid in rekening gebracht werd. Afhankelijk van de gekozen bestemming varieerde de tijd tussen twee tikken en het totaal aantal tikken bepaalde uiteindelijk de totale kosten van het gesprek. Door deze tijd te meten, was het mogelijk een gesprek kort voor een tik te beëindigen en daarmee één eenheid te besparen.
Vóór de opkomst van modemverbindingen werd door de Nederlandse PTT één tik gerekend voor een gesprek binnen het basistariefgebied, ongeacht de duur van het gesprek. Door de opkomst van privécomputers en modemverbindingen (bijvoorbeeld bij bulletinboards) werd het netwerk bovenmatig belast zonder dat daar inkomsten tegenover stonden. Daarom is die mogelijkheid rond 1985 vervallen.
Voor het aanbieden van telefoontikken (kostenpuls) wordt een maandelijks abonnementsbedrag in rekening gebracht.
Met de huidige technieken is de telefoontik vervallen. De informatie kan nog wel op een telefoonlijn op basis van ISDN of analoge signalering worden aangeboden, maar is inmiddels niet meer dan een kostenindicatie. Bij telefoonlijnen op basis van SIP-signalering is geen gestandaardiseerde telefoontik beschikbaar.